# 42e division de fusiliers (1re formation)
Pour les articles homonymes, voir 42e division.
La 42e division de fusiliers (russe : 42-я стрелковая дивизия) est une division d'infanterie de l'Armée rouge au début de la Seconde Guerre mondiale.

## Histoire
La 42e division de fusiliers est créée en janvier 1940 à partir de divers bataillons et compagnies de la région fortifiée de Carélie. La division engage deux de ses régiments de fusiliers (455e et 459e) et le 472e régiment d'artillerie dans les opérations de la guerre d'Hiver à partir de février.
En juin 1940, la division est rattachée à la 8e arméee envoyée occuper l'Estonie puis rejoint en août la Biélorussie. Au déclenchement de l'opération Barbarossa, la division fait partie du 28e corps (en) de la 4e armée, rattachée au front de l'Ouest créé à partir du district militaire spécial de l'Ouest.
La division, stationnée à la forteresse de Brest-Litovsk, perd un tiers de ses hommes mais le reste parvient à se replier de l'autre côté du Dniepr avec la 4e armée. Après une période de réorganisation mi-juillet 108, la 42e division passe le 23 juillet à la 21e armée du nouveau front du Centre (21e puis 67e corps) et participe à la bataille de Smolensk.
Après la reprise de l'offensive allemande vers Kiev début septembre, la division est piégée dans la poche de Kiev et détruite à la fin du mois. La division est officiellement dissoute le 27 décembre 1941. Une nouvelle 42e division (ru) commence à se former au même moment.

## Composition
Son ordre de bataille est le suivant :
- 44e régiment de fusiliers
- 455e régiment de fusiliers
- 459e régiment de fusiliers
- 472e régiment d'artillerie
- 17e régiment d'obusiers d'artillerie (passe en octobre 1941 à l'artillerie de la 3e armée du front de Briansk[9])
- 4e groupe (divizion) indépendant antichar
- 393e groupe indépendant d'artillerie antiaérienne
- 84e compagnie de reconnaissance
- 262e bataillon de sapeurs
- 18e bataillon indépendant de transmissions
- 3e bataillon médical-sanitaire
- 35e compagnie indépendante de défense anti-gaz
- 158e bataillon automobile
- 9e boulangerie automobile de campagne
- 188e bureau de campagne de la Gosbank.

## Commandants
La division a eu deux commandants  :
- Kombrig Ivan Sidorovitch Lazarenko du 31 janvier 1940 au 15 juillet 1941 (nommé général-major le 4 juin 1940)
- Colonel Mikhaïl Danilovitch Grichine du 27 juillet 1941 au 27 décembre 1941